# Dippach (Luxemburg)
Dippach (luxemburgisch Dippechⓘ) ist eine Gemeinde im Großherzogtum Luxemburg und gehört zum Kanton Capellen.

## Zusammensetzung der Gemeinde
Die Gemeinde besteht aus den Ortschaften:
| deutscher Name | luxemburgischer Name | französischer Name |
| -------------- | -------------------- | ------------------ |
| Bettingen-Mess | Betteng op der Mess  | Bettange-sur-Mess  |
| Dippach        | Dippech              | Dippach            |
| Schuweiler     | Schuller             | Schouweiler        |
| Sprinkingen    | Sprénkeng            | Sprinkange         |

## Politik
Die Gemeinde wird von einer Koalition aus der christlich-sozialen CSV und der liberalen DP regiert.
Bei den Gemeindewahlen im Juni 2023 stellten sich vier Listen zur Wahl, drei Parteilisten und eine Bürgerliste. Von den kandidierenden Listen schafften alle vier den Einzug in den Gemeinderat.
| Partei                                             | Sitze: 11 | Stimmenanteil | Stimmenanteil |
| -------------------------------------------------- | --------- | ------------- | --- |
| Lëtzebeurger Sozialistesch Aarbechterpartei (LSAP) | 4         | 36,22 %       | Gemeinderatswahl Dippach 2023 %403020100 36,22 % (−3,13 %p)24,09 % (+3,81 %p)19,29 % (−3,33 %p)20,4 % (+2,73 %p) LSAPDPCSVBGD20182023 |
| Demokratesch Partei (DP)                           | 3         | 24,09 %       | Gemeinderatswahl Dippach 2023 %403020100 36,22 % (−3,13 %p)24,09 % (+3,81 %p)19,29 % (−3,33 %p)20,4 % (+2,73 %p) LSAPDPCSVBGD20182023 |
| Chrëschtlech-Sozial Vollekspartei (CSV)            | 2         | 19,29 %       | Gemeinderatswahl Dippach 2023 %403020100 36,22 % (−3,13 %p)24,09 % (+3,81 %p)19,29 % (−3,33 %p)20,4 % (+2,73 %p) LSAPDPCSVBGD20182023 |
| Biergerinitiativ Gemeng Dippech (BGD)              | 2         | 20,4 %        | Gemeinderatswahl Dippach 2023 %403020100 36,22 % (−3,13 %p)24,09 % (+3,81 %p)19,29 % (−3,33 %p)20,4 % (+2,73 %p) LSAPDPCSVBGD20182023 |

## Persönlichkeiten
- Johann Peter Kirsch (* 1861 in Dippach; † 1941 in Rom), römisch-katholischer Priester, Historiker, Archäologe und Hochschullehrer
- Nikolaus Kirsch-Puricelli (* 1866 in Dippach; † 1936 Burg Reichenstein (Mittelrhein)), Diplomat, Industrieller, Burgherr und Stifter
- Tom Wirtgen (* 1996), Radrennfahrer